# Benito Juárez (Macuspana)
Villa Benito Juárez, conocida como San Carlos, es una villa del municipio de Macuspana, en el estado mexicano de Tabasco. Es considerada el segundo lugar en importancia económica y comercial junto con la cabecera municipal.
Está situada al noroeste de la ciudad de Macuspana a una distancia de 11 km, y tiene una superficie de 1,000,000 m². Está localizada en terreno alto de formación arcillosa. Su clima es cálido húmedo con lluvias todo el año.
Villa Benito Juárez es considerada como uno de los Centros Integradores Principales que une a diferentes sectores del municipio, y el cual su origen es autóctono chontal. En la actualidad y debido a la modernización, la mayoría de sus habitantes tienen como idioma principal el español. Sin embargo, aun hay sectores de la población, en su mayoría las personas de la tercera edad, que aún se comunican con el idioma nativo chontal, el cual se ha transmitido de generación en generación, mismo que ha registrado una disminución en el número de hablantes. Cabe señalar que aun existen rancherías como Las Ferias, Nueva Esperanza, Vernet, Cacahuatalillo, (por mencionar algunas), que tienen escuelas en donde continúan impartiendo bases gramaticales del idioma autóctono Chontal desde temprana edad. 

## Toponimia
Originalmente, Villa Benito Juárez fue fundada con el nombre de "San Carlos" en honor a Carlos Borromeo, Cardenal sobrino de Pío IV, arzobispo de Milán, y representante del prelado santo y reformador de la época postridentina. Pero a principios del Siglo XX hubo cambios de nombre. Primero por el de Epigmenio Antonio  y finalmente por el de Benito Juárez (en honor al Benemérito de las Américas). Aún y con estos cambios, las personas lo siguen identificando con el nombre antiguo de San Carlos.

## Antecedentes históricos
Según registros del Ingeniero José Narciso Rovirosa y el cual reafirmó el Licenciado Francisco J. Santamaría, la Villa Benito Juárez se fundó en el año de 1766 con indígenas chontales procedentes de Olcuatitan y Ocuiltzapotlán, lugares pertenecientes al antiguo territorio de Nacajuca.
Cuentan los registros que en 1766 llegaron a las lagunas de "Vernet" y "El Bayo" algunas familias de indígenas chontales, que cansados de sufrir los daños en sus milpas por el ganado de los hacendados españoles, así por diferentes causas como las plagas que devastaron sus cultivos o enfermedades epidémicas que diezmaban su población, tuvieron que emigrar de su lugar de origen para buscar donde formar su residencia; en esta peregrinación encontraron un sitio en las montañas del "Capote" que ocupa el centro de la altiplanicie de ese lugar.
Al tener conocimiento el Sr. Juan López, quien era el administrador de justicia del Partido de Macuspana, dio aviso al Alcalde Mayor de Tabasco Pedro Dufau Maldonado, quien por auto dictado el 2 de junio de 1766, fundó el pueblo al que dio el nombre de “San Carlos” en honor a Carlos Borromeo.

"El 9 de junio de 1766 el señor don Juan López cumpliendo el auto dictado que anteriormente había hecho el señor Carvajal dio posesión a sesenta y dos hombres casados, tres viudos y siete viudas, las cuales pasaron hacer fundadores de aquel pueblo llamado San Carlos de Olcuatitan".

El número de habitantes fue creciendo hasta llegar a ser un poblado y más tarde a una Villa, por lo cual también tuvo sus primeros inconvenientes: Al llegar el Lic. Tomas Garrido Canabal al gobierno de Tabasco, como parte de su campaña antirreligiosa, cambio el nombre de San Carlos por el de Epigmenio Antonio (nativo del lugar que el gobernador admiraba mucho por su valentía y por ser el primer indígena que gobernó el municipio de Macuspana).

Al llegar el Lic. Carlos Alberto Madrazo a la gubernatura, los habitantes solicitaron que el lugar fuera ascendido al rango de Villa por el tamaño de su población, aunque al principio tuvo sus rechazos por las autoridades, sin embargo finalmente fue aceptado. Es así que de acuerdo a las políticas del Presidente de la República Pascual Ortiz Rubio y Tomás Garrido Canabal de desfanatizar a los pueblos, se cambia el nombre de la Villa por personajes histórico. Así el nombre de la Villa pasó de San Carlos de Ocualtitán a Epigmenio Antonio y finalmente a Villa Benito Juárez como se conoce actualmente.

## Localización
Villa Benito Juárez, está localizada en el altiplano central del municipio de Macuspana, limitando al norte con la ranchería Nueva Esperanza y Vernet primera sección; al sur con la Ranchería Cacahuatalillo; al este con la Ranchería Granada y Guatemala y al oeste con la Ranchería San Antonio.

## Población
Cuenta con 14 400 habitantes de raíces indígenas y en menor medida de ascendencia española, predominando en la actualidad el mestizaje en un 85 %; los habitantes con estudios superiores en edad productiva corresponden al 30 %, con estudios medios superiores al 50 % y estudios básicos corresponden al 85 %; figurando entre la población maestros normalistas, licenciados, ingenieros, médicos, etc.

## Geografía

### Orografía
La villa se encuentra a 20 m s. n. m. como promedio, en algunos puntos la altura oscila hasta los 31 m s. n. m. La mayoría del terreno está compuesto por lomeríos y altiplanos.

### Clima
El clima es cálido húmedo con abundantes lluvias todo el año; tiene una temperatura media anual de 23.6 °C, siendo la máxima media mensual en abril con 30.1 °C y la mínima media en mayo con 29.8 °C; la máxima y la mínima absoluta alcanzan los 30.1 °C y 21.2 °C, respectivamente.
El régimen de precipitaciones se caracteriza por un total de caída de agua de 3,186 milímetros, como promedio una máxima mensual de 350 mililitros en el mes de septiembre y una mínima mensual de 50 mililitros en el mes de abril.

### Temperatura
La temperatura oscila entre 23.6 °C a 35 °C.

## Fauna
La fauna del lugar es muy variada, en general se puede encontrar en los alrededores de la villa, peces como el pejelagarto, róbalo y la carpa, también aves como los colibríes , pijijes, garzas blancas, garzas negras, calandrias; mamíferos como el monos araña, conejos, mapaches, ardillas, osos hormigueros, armadillos,(algunos de estos especímenes se encuentran en peligro de extinción), también se pueden encontrar reptiles como tortugas en sus diferentes denominaciones locales como son el pochitoque y el guao. otros reptiles como iguanas, lagartijas diversas y serpientes venenosas como la nauyaca. 
Como fauna doméstica se pueden encontrar animales de corral como pollos, pavos, patos, cerdos, ganado bovino y equino. Estos son criados por los habitantes y utilizados para el comercio o para el consumo.

## Flora
La flora original corresponde a la Selva alta y mediana perennifolia.
Sin embargo esta ha desaparecido en gran medida, los árboles nativos se mezclan con especies introducidas;  entonces se puede encontrar una gran diversidad de plantas frutales y florales como son el mango, limón o lima, plátano, nance, cocoyol, papaya, coco, caña, tamarindo, y ornamentales o maderables como son los maculies, guayacanes, ceibas, cedros, tintos, caracolillo, corozos, entre una gran variedad de especies.

## Economía

### Agricultura
La principal actividades agrícolas de esta población, destacando cultivos como maíz, yuca, plátano y camote, los cuales son utilizados para el autoconsumo y para la venta en el mercado de la Villa así como de la cabecera municipal y de la capital del estado. En cuanto a los frutales estos son para autoconsumo en su gran mayoría, especialmente abundan árboles como el mango, guayaba, guaya, nance, chicozapote, ciruela y limón, entre otros.

### Ganadería
En la villa se crían aves de corral como son las gallinas, pavos y patos, casi es su totalidad para autoconsumo, solo existen dos granjas que se dedican a la producción de carne de gallina, también se puede observar la crianza de cerdos de engorda para autoconsumo, aunque esta ha venido decreciendo en los últimos años.
En los últimos años los ganaderos han acaparado tierras convirtiendo en ranchos ganaderos. En la villa se encuentra el Rancho La escalera, donde se dedican a la crianza de ganado Brahman de alta genética desde hace más de 40 años; aunque hay también pequeños ganaderos que crían en su mayoría para producción de carne, aunque esta es de baja o mediana calidad.

### Comercio
Esta población cuenta con mucha afluencia debido a que es el centro integrador de varias comunidades circunvecinas, cuyos habitantes acuden a esta localidad para abastecerse de productos de primera necesidad y evitando así trasladarse hasta Macuspana, la cabecera municipal. Actualmente la localidad cuenta con un supermercado de la línea Mi bodega aurrera.
También cuenta con papelerías, carnicerías, tiendas de abarrotes, misceláneas, talabarterías, carpinterías, talleres mecánicos, fondas, jugueterías, refresquerías, purificadora de agua, cafés internet, casas de empeño, gasolineras, comedores e incluso un restaurante de comida china.
De igual manera cuenta con laboratorios de análisis clínicos como por ejemplo el laboratorio de análisis clínicos Gomiva el último en establecerse y consultorio de ultrasonidos y rayos X dentro de la población.

## Infraestructura

### Servicios
Actualmente cuenta con agua potable, drenaje, luz eléctrica, un parque, un campo deportivo, un Centro de Salud Urbano de Primer Nivel y un Hospital General de Segundo nivel con 4 especialidades, ubicada en la entrada de la Villa, clínicas de displasia (detección de cáncer en la mujer), oficinas del Registro Civil; Servicios de telefonía convencional y red de telefonía celular, casas de empeño, gasolineras, servicios de internet, Centro de Abasto DICONSA, salones para fiestas y eventos, una planta purificadora de agua, etc.

### Comunicaciones
En comunicación cuenta con teléfono, telégrafo, correo, sus calles están bien trazadas y alguna pavimentadas porque todas convergen en sus puntos cardinales hacia el centro.
También cuenta con sitios de taxis, transporte público foráneo hacia Villahermosa, Macuspana, Ciudad Pemex, así como a lugares cercanos.

#### Vías de comunicación
Para llegar por tierra a la villa, están las carreteras:
- El Portón (entronque carretera federal N.º 186) - Jonuta, la cual comunica a Villa Benito Juárez con las ciudades de Villahermosa, Ciudad Pemex y Jonuta, y cuenta con dos ramales importantes:

- Ramal Macuspana - Belén, que comunica a la villa con la cabecera municipal que es la ciudad de Macuspana
- Ramal Ciudad Pemex - Tepetitán que comunica a la localidad, con varias poblaciones del municipio.

## Cultura

### Tradiciones

#### Fiesta patronal
Sin duda, la tradición más esperada para los habitantes de esta villa es el 1 de septiembre, pues se celebran para los fieles católicos, el día de nuestro señor San Carlos Borromeo quien es el santo patrono de la villa. Los organizadores de esta celebración forman parte de la iglesia católica San Carlos Borromeo y para este magno evento organizan eventos como kermeses y deleitan a sus visitantes con típicos bailes de la región. Los fieles devotos llevan ofrendas a la iglesia con el fin de que el dinero recaudado sea para el beneficio de su parroquia.
Otro evento importante es la coronación de la "Flor de la Yuca", la cual consiste en seleccionar a varias representantes de las colonias de esta villa para participar en dicho evento y así elegir a la reina de los festejos de ese año.
Antes de realizar la coronación las participantes a bordo de carros alegóricos, dan un recorrido por toda la villa. Acto seguido, hacen su presentación ante la población y se les impone la banda que las acredita como "representantes" de su colonia. En esta fiesta se instalan comerciantes ambulantes de otros estados del país, que los habitantes los hacen llamar “Coletos” o "Arribeños", los cuales traen consigo juegos mecánicos, dulces, algodones de azúcar, ciruelas, juegos de canicas, de botellas, panes, etc. En fin este día es el más importante de todos.

#### Día de Muertos
Otra fecha importante es el 2 de noviembre, Día de Muertos, que según las creencias del pueblo la noche del 1 de noviembre vienen las almas de sus seres queridos, ya fallecidos, a visitarlos los cuales vienen del más allá. Las escuelas y los creyentes en sus lugares respectivos construyen altares en honor a los muertos, los cuales contienen los alimentos y bebidas que en vida eran los preferidos de los difuntos, les ponen velas que significan la iluminación o la luz que necesitan, los altares se adornan con papel de China , se colocan albahacas para alejar las malas vibras, flor de cempoal, mano de león, cempasúchil etc.
El 1 de noviembre los creyentes se dirigen al panteón, específicamente a las tumbas de sus seres fallecidos, a quemarles velas y les llevan flores, coronas, etc. Las creencias afirman que las almas están aquí todo el mes de noviembre y pueden ver todo lo que uno hace, y ya el 30 de noviembre (día de San Andrés) que según las creencias arraigadas a esta comunidad, Jesucristo manda a San Andrés a buscarlos.

#### Fiesta Guadalupana
Otra tradición rescatable para los fieles católicos (mayoría de habitantes de esta villa), es el 12 de diciembre, celebración de la Santísima madre de Guadalupe, cabe mencionar que antes de dicha fecha se realiza un novenario en la iglesia respectiva, los religiosos de esta villa les cantan la tradicional mañanitas y se acostumbra a llevar veladoras y arreglos florales como ofrenda, esto se lleva a cabo en honor a la misma. Los fieles devotos en sus hogares y al pie de la imagen elevan sus plegarias, con la fe de que les ira bien en su porvenir, queman inciensos, cuetes y preparan comidas típicas, como maneas y tamales, hechas de carne de res, pollo, gallinas, cerdos, pavos etc. qué como parte del culto luego se “recomienda”, (consiste en decirle a la virgen, en un dialecto practicado en la villa, que toda ofrenda realizada es en honor a ella) e invitan a familiares y conocidos a participar en la misma, después de eso se hace un “rezo” (culto a la virgen).

#### Fiestas navideñas
La creencia de que Jesús y María pidieron posada cuando Jesús nacería, no es olvidada, en esta villa se hacen representaciones de este hecho, varias personas se forman en grupos, sé dividen en sectores y pasan por todas las casas con velas en las manos y otros individuos cargando la imagen de José y María, los cuales al culminar en una casa entregaran a un miembro de la familia, el las llevara y entregara a otro representante de la siguiente morada y así sucesivamente. Las personas visitadas hacen donativos u ofrecen bebidas a las personas que forman parte del recorrido, otras optan por ofrecer piñatas, las cuales se romperán en esa ocasión y los dulces serán repartidos a los participantes de este acto. En las escuelas también se hace algo parecido solo que se realizan pastorelas por grupos. Esto se realiza los días 18 y 19 de diciembre.
El día que se cree que Jesucristo nació, que según se narra en las escrituras, fue en un establo rodeado de animales, el 24 de diciembre, se hace una representación de dicho acontecimiento, los llamados "nacimientos", comunes en toda la región y tradición derivada del catolicismo, lo que se realiza es un pesebre con pasto natural, donde se colocan figuras diversas de barro o plástico, como vacas borregos, mulas, pavos, pollos etc., pastores, ángeles, animales, la estrella, etc., la historia cuenta que fue ahí donde nació el niño Dios, colocan a los tres reyes magos así como animales todos estos viendo hacia el niño Dios, pues se cree fueron a verlo cuando este nació. Los creyentes siguiendo la tradición, en punto de las 12 de la noche cargan a la representación del niño (bulto de barro con forma y cara del niño dios) se le arrulla acompañado de cantos y alabanzas.
Siguiendo con esta tradición, se tiene conocimiento que los reyes visitaron al niño Jesús en su nacimiento ofreciéndole regalos. Por tal motivo, el 6 de enero se invita a familiares y amigos a la partición de la rosca (pan típico) en el pesebre se les da la vuelta a todos los que conforman al mismo (a los reyes, los animales, a los niños, etc.) Simulando su retorno.
Esta tradición continúa hasta el 2 de febrero en este día se levanta al niño, a los animales, es decir el pesebre, se hacen tamales para la celebración, se lanzan cohetes, hacen rezos etc. Y es en este día que culmina toda esta tradición.

#### Celebración de la Virgen del Carmen
Otro rito que se celebra es el día de la virgen del Carmen, 16 de julio aquí lo que se hace es parecido a los demás cultos, se hacen tamales, maneas, barbacoas, al igual que rezos, queman cohetes etc. solo por mencionar algunos.

#### Celebración del Señor de Tila
Otro de los ritos más importantes es visitar al Señor de Tila. Los festejos consisten en la creencia de que la imagen del cristo negro es milagrosa, por lo cual la gente acude al santuario ubicado en la Sierra del norte de Chiapas para pedir por la ayuda a sus problemas. Para llegar hasta el pueblo la gente puede ir a pie como tradicionalmente se hacía o en automóvil. Esta es una tradición que nació en la época garridista debido a que en el estado de Tabasco se persiguió al catolicismo, por lo cual se hizo muy peligroso llevar a cabo el culto religioso incluso a escondidas, entonces la gente optó por ir a Chiapas aferrándose a sus creencias. Actualmente esta tradición sigue bastante vigente.

## Religión
En su mayoría los habitantes de la Villa son católicos, sin embargo en la actualidad ha aumentado el número de creyentes de otras ramas Cristianas como los Adventistas, Mormones, Evangélicos, Pentecostales y otras. El catolicismo ocupa el 81 %, solo el 19 % predica otra doctrina. La fiesta más importante de la comunidad es la del señor San Carlos patrono del lugar.
El pasatiempo favorito de personas adultas y jóvenes es visitar la iglesia principalmente los sábados y domingos; se cuenta con cuatro templos en lugares estratégicos; el recuerdo de las tradiciones como rendir culto a los santos y a los muertos, los veneran un día o dos días con sacrificios de animales, terminando con la famosa envoltura de "manea" (especie de tamal de la región) y tamales con una longitud de 22 cm de tamaño, el cual es acompañado de un rezo. El lugar consta con cuatro templos religiosos los cuales son: la "iglesia de la Virgen de Guadalupe", "el sagrado Corazón de Jesús", la iglesia de San José" y el templo Principal que es "La iglesia del Señor San Carlos".

## Educación
- Universidad Panamericana (extensión de la Villa Benito Juárez)
- Centro de Estudios a Distancia (UJAT)
- Colegio de Bachilleres de Tabasco Plantel N.º 22
- Escuela Secundaria Técnica N.º 2
- Escuela Primaria Urbana Federal "Lic. Tomás Garrido Canabal"
- Escuela Primaria "Benito Juárez"
- Escuela Primaria "Carlos Cortés Ríos"
- Escuela Primaria "Rafael Ramírez Castañeda"
- Escuela Primaria "Mario Barrueta García"
- Escuela Primaria "Manuel Gil y Sáenz"
- Centro Preescolar "Sor Juana Inés de la Cruz"
- Jardín de Niños "30 de abril"
- Jardín de Niños "Mi Patria"
- Jardín de Niños "Josefa Ortiz de Domínguez"
- Jardín de Niños "Trinidad Franco"

## Autoridad
- Francisco Ríos  (delegado 2019 - 2022)
- Agustín Pascual (delegado 2022-2024)